# Донне, Морис
Морис Донне (1860—1945) — французский драматург.

## Творчество
Некоторые из его пьес не поднимаются выше уровня веселой, но неглубокой комедии или водевиля («Folle entreprise», «Eux», «La vrille»); другие сразу обратили внимание на Донне, как на драматурга-психолога. Особенной известностью пользуются «La douloureuse» (1897), «L’affranchie» (1898), «Le torrent» (1899) и «L’autre danger».
Не затрагивая, по большей части, никаких общественных вопросов, не желая выступать в роли тенденциозного драматурга, вроде Бриё или Эрвё, Донне неоднократно останавливался на проблемах, связанных с областью чувства и страсти, определенно высказываясь, напр. в «Le torrent», за свободу любви и против цепей, налагаемых на неё обществом. В «L’autre danger» затронута щекотливая тема соперничества между матерью и дочерью. Обрисовка женской психологии, душевного мира современной француженки, в частности — парижанки, составляет настоящую сферу Донне.
Пьеса Донне «Le retour de Jérusalem» произвела во Франции большую сенсацию благодаря изображению отношений французской католической аристократии и еврейской буржуазии. Поставленная в 1903 г. в театре «Gymnase» в Париже, когда ещё не успели утихнуть отголоски дела Дрейфуса, пьеса с новой силой разожгла страсти и вызвала целую бурю антисемитских манифестаций и филосемитских протестов. Директор театра, еврей Альфонс Франк, был избит до крови воинствующими манифестантами. Видные антисемиты чествовали Донне, носили его на руках. Сам автор отрицал приписываемые ему тенденции и снимал с себя всякую ответственность за взрывы антисемитизма, сопровождавшие представления его пьесы. Она вызвала шумные протесты не только во Франции, но и за её пределами (в том числе, в России).
В пьесе «La clairière», написанной Донне в сотрудничестве с Л. Декавом, изображается судьба колонии, или общины, основанной, на коммунистических началах, группой искателей нового экономического строя и обновленной морали.